# Tiefstreustall
Als Tiefstreustall wird ein Stall bezeichnet, bei dem die Rinder oder Schweine innerhalb einer nicht abgetrennten Fläche fressen, sich bewegen und liegen, der mit Stroh eingestreut wird. Eine Trennung von Urin und Kot erfolgt nicht, so dass bei Rindern mit einem Strohbedarf von circa drei Tonnen pro Großvieheinheit und Jahr sowie bei Schweinen mit circa neun Tonnen pro Großvieheinheit und Jahr gerechnet wird.
Eine Variante ist ein Stallabteil auf zwei Ebenen, die über einer Treppe verbunden sind. Auf der unteren Ebene liegen die Tiere und können über die Treppe die obere Ebene erreichen, auf der sie fressen können. Nach und nach wird die untere Ebene durch den Mist der Tiere und neuen Einstreu immer höher, bis sie die Höhe der oberen Ebene erreicht hat. Nun muss der Landwirt den Stall ausmisten und der Kreislauf beginnt von vorne. Die obere Ebene wird täglich entmistet und dort wird der Urin separat in eine Grube abgeleitet. Dadurch sinkt der Strohbedarf.